# 龍のひげ飴
龍のひげ飴（龍鬚糖、ロンシュータン/ロンソートン）とは、中国の菓子の一種である。
皇帝にも愛されていたことから中国の民衆の間では“皇帝点心”の別名もある。中華圏や華僑のコミュニティでは非常にポピュラーな菓子であり、カナダ、シンガポール、アメリカ合衆国、台湾、香港にも広まっている。朝鮮ではクルタレという名前の高級菓子として流通している。

## 概要
龍のひげ飴は外側が繭に似た独特な形状をしており、口に入れたときのサクサクした食感が特徴の飴菓子である。材料は外側の繭状の部分は麦芽糖（水飴）や蜂蜜に小麦粉や米粉を混ぜ合わせたもので、これで粉状のものやゴマ、ピーナッツ、砕いたココナッツ、クルミ、アーモンド、カシューナッツ、茶葉などを包む。
もともとは新疆地方の特産品であり、明の正徳帝の時代により広められたという説と後述の清の雍正帝の時代に広められたという説が民間に伝わっている。水分がほぼ無いためとても日持ちがよく約1ヶ月たっても味は変わらないので手土産にされることが多い。

## 調理手順
麺類を引き伸ばす要領で、練り上げた水飴の塊を細く引き伸ばして糸状の飴を作る。これで具材をくるむ。台湾では、この作業を屋台や店頭にて客に見えるように行い、一種の見世物として公開している店もある。
1. あらかじめ混ぜ合わせておいた飴を塊状に成形しておく。
2. 塊を打ち粉（コーンスターチなど）の中で輪の形に整形し、徐々に引き伸ばしていく。
3. 打ち粉をまぶしながら8の字にして二枚貝のように畳むことで二重の飴の輪とし、これを左右にゆっくり引き伸ばす。
4. 引き伸ばした飴をまた8の字にして二枚貝のように畳んで四重の細い飴の輪とし、これを左右にゆっくり引き伸ばす。これを繰り返す。
5. 飴の引き伸ばしを繰り返して白くなった糸状の飴を軽く圧して平たい束にし、具材を包みやすいサイズに切り取る。
6. 切り取った飴に具材を載せ、餃子のように包んで整形する。

製法によっては、5の飴を長めに切り取り、別に製した固い芯に飴の糸を巻きつけるものもある。

## 種類
伝統菓子であるため、また中に包む具材は乾いていればいいために多様なフレーバーの龍鬚糖が作られているが、近年でもポピュラーなものを並べる。
- 冰脆龍鬚糖：もっとも伝統的なスタイル。白ゴマとピーナッツ味。
- 黒芝麻龍鬚糖：黒ゴマが加わり、さらにゴマの味と香りが強くなる。
- 杏仁龍鬚糖：アーモンド入り。口に入れるとアーモンドの香りが広がる。
- ポッピングキャンディ龍鬚糖（爆炸龍鬚糖）：はじけるキャンディ入り。口中での食感を重視。
- 海苔ワサビ龍鬚糖（紫菜青芥味龍鬚糖）：中の具材に海苔とワサビを入れたもの。
- ピリ辛龍鬚糖（辛辣味龍鬚糖）：中の具材に辛味がするものを入れたもの。

## 名前の由来
あるとき清の雍正帝が文武百官を宴席に招き満漢全席をふるまうことにした。それを宮廷料理人に命じた皇帝が調理場をのぞいてみると、まさにこの菓子を作っているときで、料理人の手中で糸状になった雪白の砂糖が風に舞う龍のごとく引き伸ばされており、その繊細な様がまるで吉祥を告げる龍の鬚に思えたので、皇帝は顔に菓子を張り付けて「龍になった」とたいそう喜び、皇妃から女官や臣下に到るまで大いにふるまった。それとともにこの特別な菓子を”龍鬚糖（龍のひげ飴）”と命名したのである。以来、この飴菓子の美しい名前は長江の境を越えて中国全土に広まったという。